# Horta (Vila Nova de Foz Côa)
Horta es una freguesia portuguesa del municipio de Vila Nova de Foz Côa, con 11,89 km² de superficie y 266 habitantes (2001). Su densidad de población es de 22,4 hab/km².